# 뿔베도라치
뿔베도라치(학명: Omobranchus fasciolatoceps 오모브란쿠스 파스키올라토켑스[*])는 일본, 한국 및 중국의 남부 해역과 대서양 북서부 해역에서 발견되는 청베도라치과의 한 종이다.
2023년 대한민국의 경상남도 거제시 연안 하구의 암석에 달라붙은 굴 속에 한 쌍의 뿔베도라치가 서식하는 발견되어 미기록종으로 등록되었다.

## 특징
뿔베도라치는 수컷의 경우, 몸길이가 최대 5.3cm이다. 등지느러미에 32~34개의 기조, 뒷지느러미에 24~25개의 기조, 가슴지느러미에 13개의 기조가 달리며, 수컷은 머리 위에 볏이 있고, 암컷의 경우 양턱에 송곳니가 없는 성적이형이 보인다. 수컷의 머리 특징에 따라 한국명으로 '뿔베도라치'가 선택되었다.